# Jean Richepin
Jean Richepin, född 4 februari 1849 i Médéa, Algeriet, död 12 december 1926 i Paris, var en fransk författare och poet, som i sina diktsamlingar tidigt var oppositionell mot de rådande litterära konventionerna. Han var bland annat påverkad av Charles Baudelaire.

## Biografi
Richepin inträdde 1868 efter slutade skolstudier i École normale, men blev under kriget 1870 redaktör för en liten tidning i Franche-Comté och inträdde sedan i en skyttekår av frivilliga. Därefter skrev han i åtskilliga tidningar, utgav sin första bok Les étapes d'un réfractaire: Jules V allés (1872), debuterade på en gång som skådespelare och dramaturg med stycket L'étoile (1873), som han författat tillsammans med André Gill, väckte han uppseende i Quartier latins litterära kretsar genom sin skicklighet i kroppsliga idrotter, sina excentriciteter, sin eldiga lyriska läggning. Han led emellertid vid denna tid verklig nöd. Hans tiggarvisor La chanson des gueux (1876), där han ger uttryck åt sin medkänsla för alla slags bohemnaturer, slog starkt an på den bredare publiken. Samlingen åtalades för osedlighet, och Richepin dömdes till en månads fängelse och 500 franc i böter. Han förde därefter en tid framåt ett äventyrligt liv, tog hyra som matros på en fiskekutter, hade något slags befattning i en cirkus, men medarbetade ungefär samtidigt i "Gil Bias" och andra litterära tidningar och utgav dikter, romaner och dramer. Richepin invaldes 1908 i Franska akademien.